# 1724 en philosophie
Chronologie de la philosophie
- 1720
- 1721
- 1722
- 1723
- 1724
- 1725
- 1726
- 1727
- 1728

L’année 1724 a été marquée, en philosophie, par les événements suivants :

## Publications
- Anthony Collins : A Discourse on the Grounds and Reasons of the Christian Religion (trad. française Examen des prophéties qui servent de fondement à la religion chrétienne, 1768).

## Naissances
- Emmanuel Kant, le 22 avril 1724.